# Trametes
A Trametes az Agaricomycetes osztályának taplóalkatúak (Polyporales) rendjébe, ezen belül a likacsosgombafélék (Polyporaceae) családjába tartozó nemzetség.
Az ide tartozó fajok taplógombák: az elhalt, bomló fatörzseken élnek, táplálékukat anyagának lebontásából szerzik, eközben fehér korhadást idéznek elő benne. Hifarendszere di- vagy trimitikus (vagyis a generatív gombafonalakon kívül váz- és kötőhifákat is tartalmaz, ez kölcsönzi a tapló keménységét). A nem-dextrinoid spórák felszíne sima és a termőréteg nem tartalmaz valódi cisztídiumokat. A nemzetség világszerte elterjedt és 2017-ben 195 fajt soroltak hozzá. A Trametes nemzetséget Elias Magnus Fries írta le 1836-ban.
A taplók anyaga egyes molylepkék (Tineidae) hernyóinak táplálékául szolgálnak (ilyen pl. a tarka gombamoly Triaxomera parasitella)). Némely Trametes-fajt azt általa termelt ligninbontó lakkáz és mangán-preoxidáz enzimei miatt termeszteni próbálnak.

## Magyarországi fajok
- Trametes gibbosa - púpos egyrétűtapló
- Trametes hirsuta – borostás egyrétűtapló
- Trametes ochracea - öves egyrétűtapló
- Trametes pubescens - bársonyos egyrétűtapló
- Trametes suaveolens - ánizstapló
- Trametes versicolor – lepketapló
- Trametes warnieri - feketés lemezestapló[4]

## A nemzetség fajai
A B C D E F G H I J K L M N O P Q R S T U V U W X Y Z

## A
- Trametes aesculi (Fr.) Justo (2014)
- Trametes africana Ryvarden (2004)[5] – Afrika
- Trametes alaskana D.V.Baxter (1942)
- Trametes alba Ryvarden (2015)[6] – Brazília
- Trametes albidorosea E.Bommer & M.Rousseau (1900)
- Trametes albocarneogilvida (Romell) S.Lundell (1946)
- Trametes allantospora Corner (1989)
- Trametes amplopora Lloyd (1936) – Fülöp-szigetek
- Trametes amygdalea Maire (1922)
- Trametes apiaria (Pers.) Zmitr., Wasser & Ezhov (2012)
- Trametes arcana Corner (1989)
- Trametes argenteiceps Corner (1989)
- Trametes atra Pat. (1906)
- Trametes atriceps Corner (1989)
- Trametes azurea (Fr.) G.Cunn. (1965) – Ausztrália

## B
- Trametes badiuscula Corner (1989)
- Trametes baldratiana Trotter (1925)
- Trametes barbulata Corner (1989)
- Trametes benetosta Corner (1989)
- Trametes benevestita Corner (1989)
- Trametes biogilvoides Corner (1989)
- Trametes bresadolae Ryvarden (1988)[7]
- Trametes brunnea Ryvarden (2013)
- Trametes brunneisetulosa Corner (1992)
- Trametes brunneoflava Lloyd (1923)
- Trametes brunneola (Berk.) Imazeki (1959) – Fülöp-szigetek
- Trametes butignotii Boud. ex Lloyd (1910)

## C

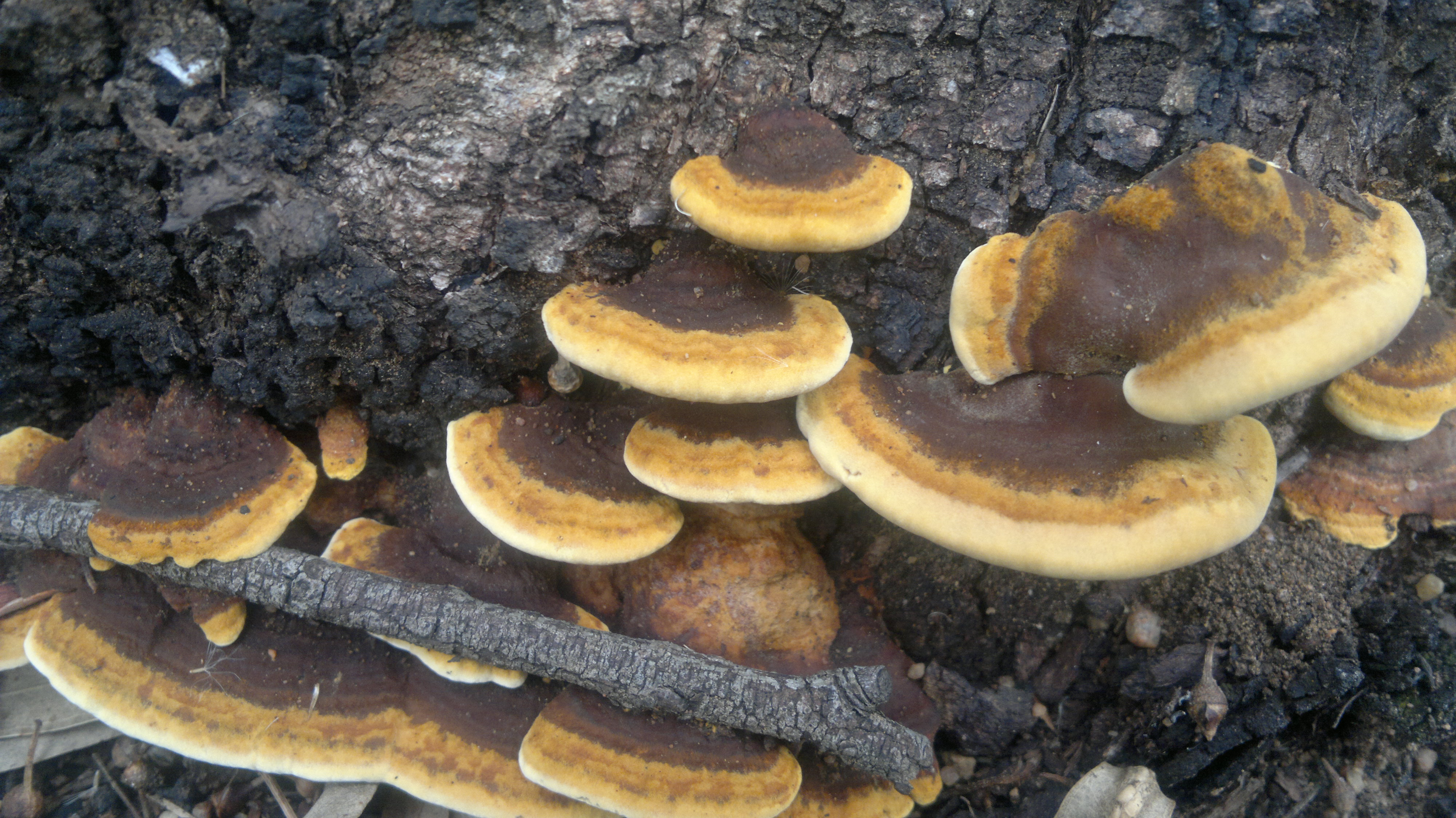
Trametes cingulata

- Trametes castaneifumosa Corner (1989)
- Trametes cincta Bose (1922)
- Trametes cinereosulfurea Ferd. & Winge (1949)
- Trametes cingulata Berk. (1854)
- Trametes citrina Bres. (1920)
- Trametes coccinea (Fr.) Hai J.Li & S.H.He (2014)
- Trametes cotonea (Pat. & Har.) Ryvarden (1972) – Afrika
- Trametes cristobalensis Corner (1989)
- Trametes cubensis (Mont.) Sacc. (1891)
- Trametes cupreorosea Lloyd (1920)
- Trametes cystidiata I.Lindblad & Ryvarden (1999)[8] – Costa Rica
- Trametes cystidiolophora B.K.Cui & H.J.Li (2010)[9] – Kína

## D
- Trametes dealbata Kalchbr. ex G. Cunn. (1965)
- Trametes decorticans Corner (1989)
- Trametes decussata Pat. (1906)
- Trametes demoulinii G.Castillo (1994) – Pápua Új-Guinea
- Trametes discoidea (Dicks.) Rauschert (1990)

## E
- Trametes ectypa (Berk. & M.A.Curtis) Gilb. & Ryvarden (1987) – Egyesült Államok
- Trametes effusa Speg. (1916)
- Trametes elegans (Spreng.) Fr. (1838)
- Trametes elevata Corner (1989)
- Trametes ellipsospora Ryvarden (1987)[10] – Venezuela
- Trametes extensa (Berk.) Pat. (1900)

## F
- Trametes farcta Lloyd (1915)
- Trametes farinolens Corner (1989)
- Trametes favolipora (Pilát) Pilát (1939)
- Trametes febris Corner (1989)
- Trametes flammula Corner (1989)
- Trametes flavida (Lév.) Zmitr., Wasser & Ezhov (2012)
- Trametes flavidinigra Corner (1989)
- Trametes frustrata Corner (1989)
- Trametes fuligineicana Corner (1989)
- Trametes fulvidochmia Corner (1989)

## G

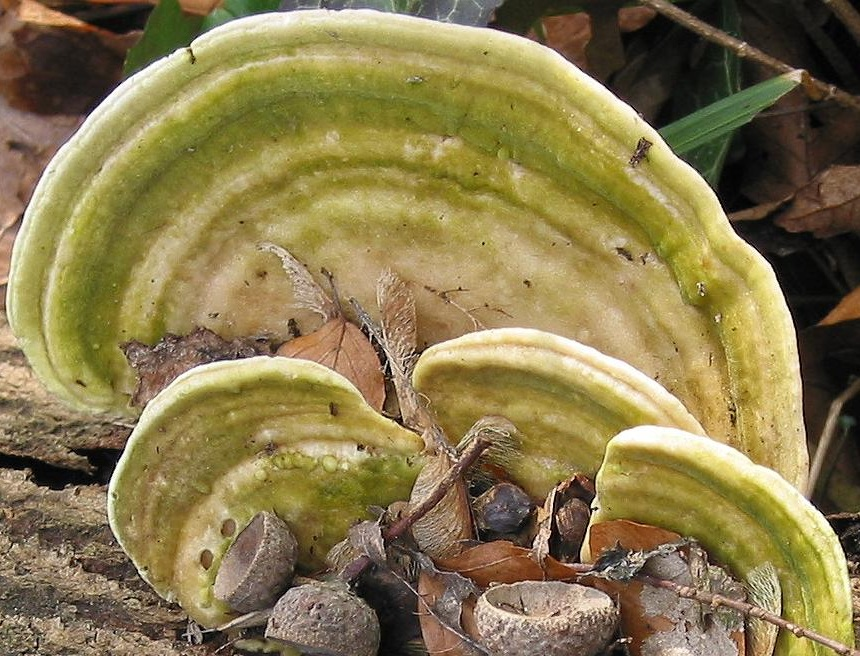
Trametes gibbosa

- Trametes galzinii (Bres.) Pilát (1940)
- Trametes gibbosa (Pers.) Fr. (1838) – Európa
- Trametes gilvoides Lloyd (1916)
- Trametes gilvoumbrina Bres. (1920)
- Trametes glabrata (Lloyd) Ryvarden (1992)
- Trametes glabrorigens (Lloyd) Zmitr., Wasser & Ezhov (2012)
- Trametes globospora Ryvarden & Aime (2009)
- Trametes granulifera Corner (1989)
- Trametes griseolilacina Van der Byl (1922)
- Trametes griseoporus Lázaro Ibiza (1917)
- Trametes guatemalensis Lloyd (1920)

## H

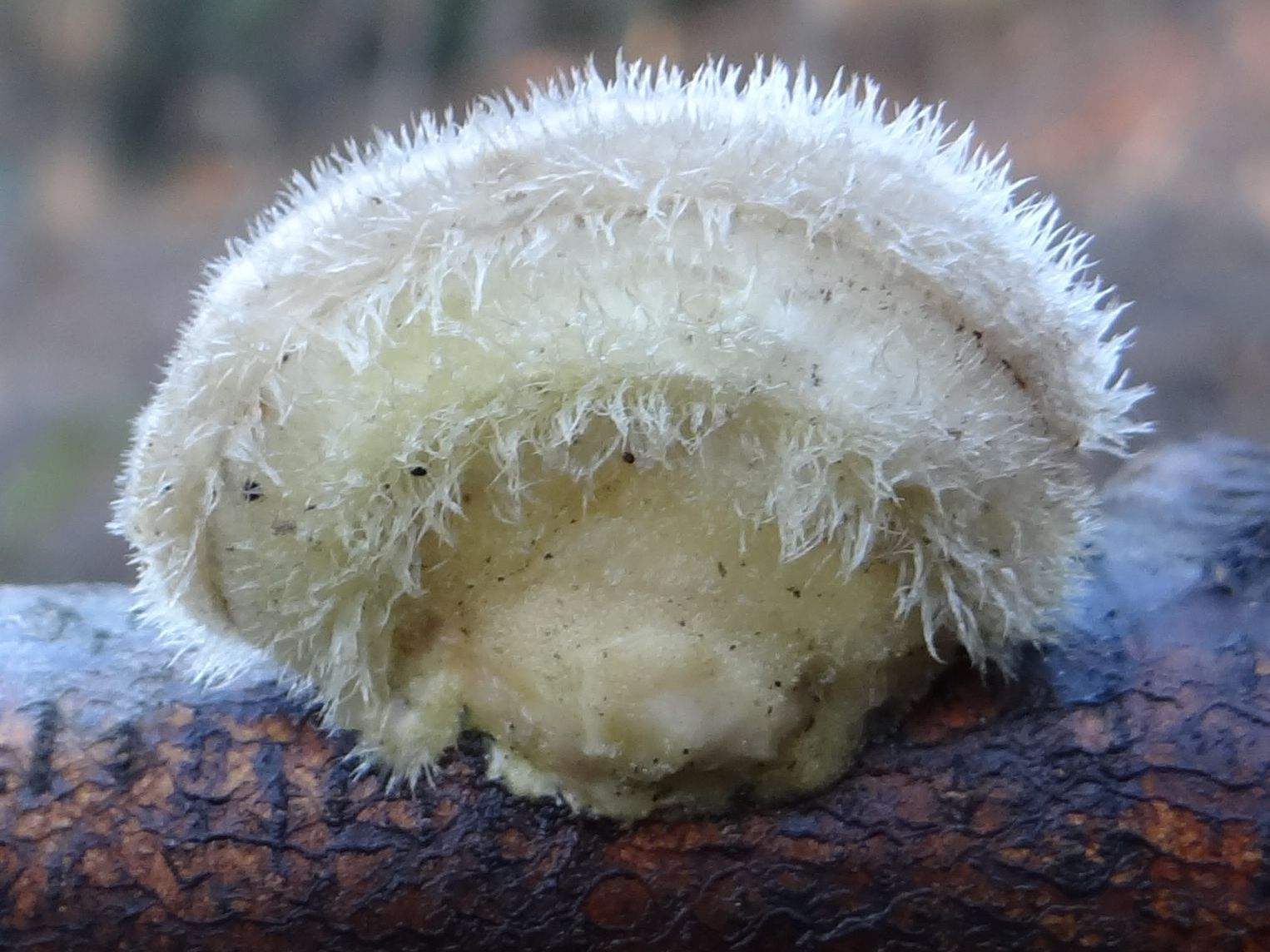
Borostás egyrétűtapló

- Trametes havannensis (Berk. & M.A.Curtis) Murrill (1907)
- Trametes hirsuta (Wulfen) Lloyd (1924)
- Trametes hirta (P.Beauv.) Zmitr., Wasser & Ezhov (2012)
- Trametes hispidans Berk. ex G.Cunn. (1965)
- Trametes hololeuca (Kalchbr.) G.Cunn. (1949)
- Trametes hostmannii (Berk.) Zmitr., Wasser & Ezhov (2012)
- Trametes hunteri (Lloyd) Ryvarden (1972) – Sierra Leone

## I
- Trametes imbricata Ryvarden (2013)
- Trametes indica Virdi (1991)

## J
- Trametes jejuna Corner (1989)
- Trametes junipericola Manjón, G.Moreno & Ryvarden (1984)[11] – Spanyolország

## K
- Trametes karii Bose (1922)
- Trametes krekei Lloyd (1919)
- Trametes kusanoana Imazeki (1943)
- Trametes kusanoi (Murrill) Sacc. & Trotter (1912)

## L
- Trametes lacerata Lloyd (1916)
- Trametes lamaoensis Murrill (1907)
- Trametes leonina (Klotzsch) Imazeki (1952) – Afrika; Fülöp-szigetek
- Trametes leptaula Speg. (1918)
- Trametes lilacea Bres. (1926)
- Trametes linguiformis Corner (1989)
- Trametes ljubarskyi Pilát (1937) – Európa
- Trametes lunispora Quanten (1996)
- Trametes luridochracea Corner (1989)

## M
- Trametes macropora Bres. (1912)
- Trametes manilaensis (Lloyd) Teng (1963)
- Trametes marianna (Pers.) Ryvarden (1973) – Fülöp-szigetek
- Trametes maxima (Mont.) A.David & Rajchenb. (1985) – Dél-Amerika
- Trametes membranacea (Sw.) Kreisel (1971) – Belize; Kolumbia; Kuba; Jamaica; Puerto Rico; Rio de Janeiro; Sao Paulo; Trinidad-Tobago
- Trametes merisma Peck (1910)
- Trametes meyenii (Klotzsch) Lloyd (1918) – Ghána; Pápua Új-Guinea; Fülöp-szigetek; Szamoa; Seychelles; Sierra Leone; Szudán
- Trametes microporoides Corner (1989)
- Trametes mimetes (Wakef.) Ryvarden (1972) – Malawi; Pépua Új-Guinea
- Trametes minima Berk. (1919)
- Trametes minor Bres. (1920)
- Trametes minutus Læssøe & Ryvarden (2010)[12] – Ecuador
- Trametes modesta (Kunze ex Fr.) Ryvarden (1972) – Bolivia; Philippines; Sierra Leone
- Trametes morganii Lloyd (1919)
- Trametes multiflabellata Corner (1989)

## N
- Trametes niam-niamensis (Henn.) Zmitr., Wasser & Ezhov (2012)
- Trametes nigroaspera Lloyd (1924)
- Trametes nigroplebeia Lloyd (1922)
- Trametes nivosa (Berk.) Murrill (1907) – Bolívia; Rio de Janeiro

## O
- Trametes obscurata Bres. (1911)
- Trametes obscurotexta Lloyd (1924)
- Trametes obstinatior Corner (1989)

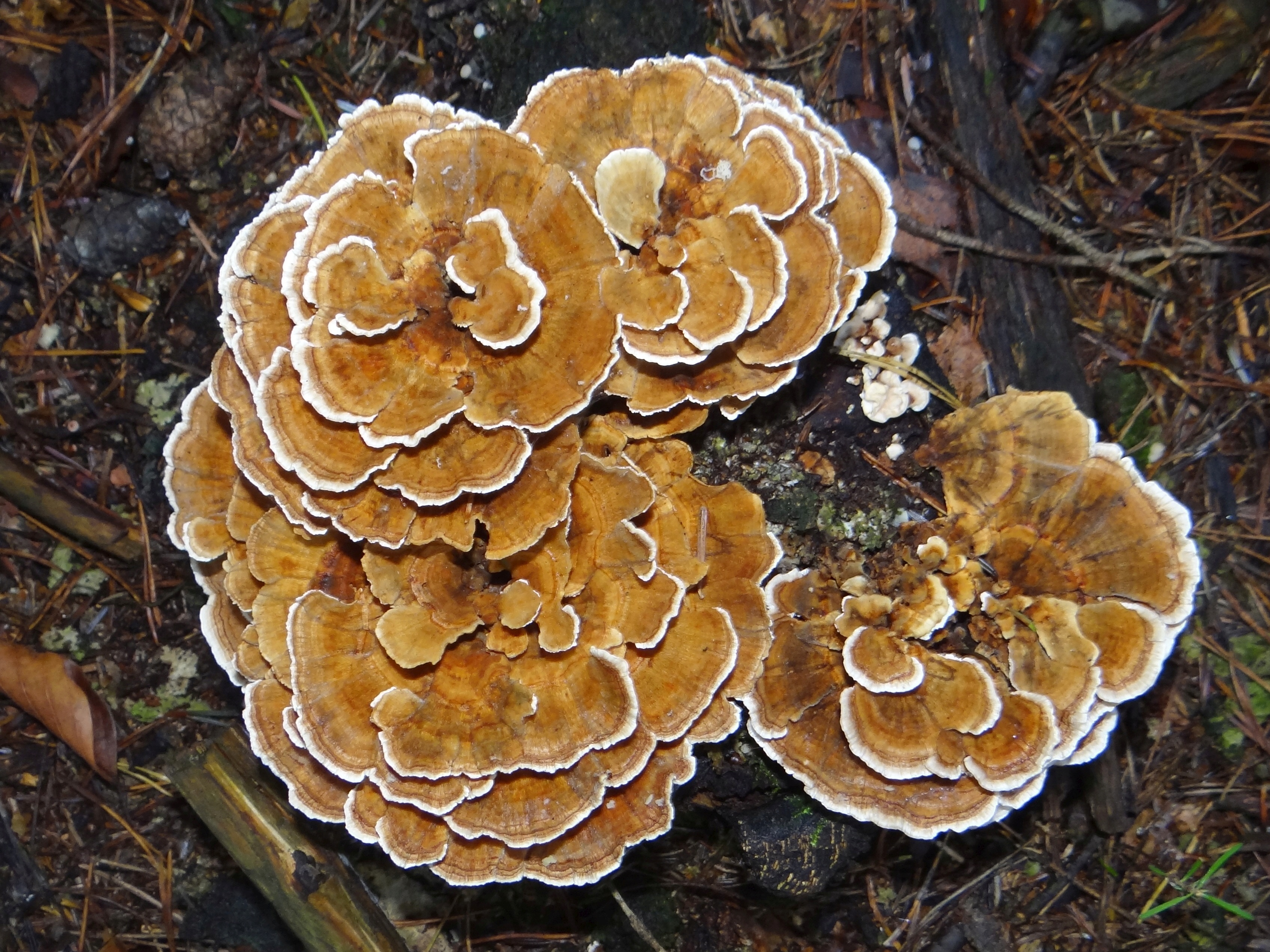
Trametes ochracea

- Trametes ochracea (Pers.) Gilb. & Ryvarden (1987) – Bolívia; Franciaország; Németország; Nagy-Britannia; Sri Lanka
- Trametes ochroflava Cooke (1880) – Rio de Janeiro
- Trametes olivaceopora Ryvarden & Iturr. (2003)[13] – Venezuela
- Trametes orientalis (Yasuda) Imazeki (1943)
- Trametes ornata (Peck) Pilát (1940)

## P

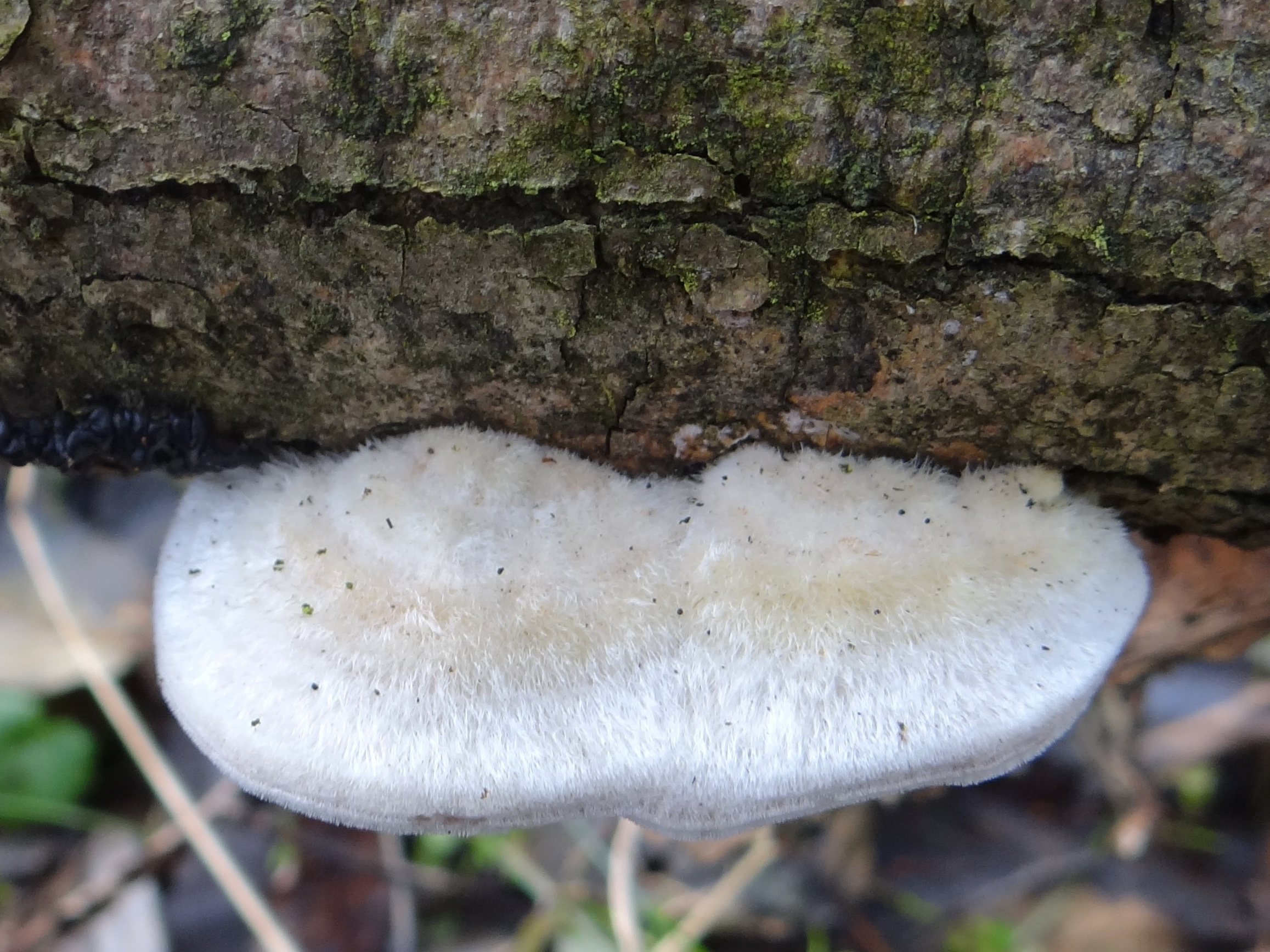
Bársonyos egyrétűtapló

- Trametes palisotii (Fr.) Imazeki (1952) – Franciaország; Ghána; Kenya; Mauritius; Nigéria; Fülöp-szigetek; Ausztrália; Sierra Leone; Togo; Trinidad-Tobago; Zambia
- Trametes pallidilusor Corner (1989)
- Trametes papuasia Corner (1989)
- Trametes paxillosa Corner (1989)
- Trametes pergamena Lloyd (1917)
- Trametes perpallida Corner (1989)
- Trametes philippinensis Lloyd (1924) – Fülöp-szigetek
- Trametes pocas (Berk.) Ryvarden (1984) – Kamerun
- Trametes polyblastes Corner (1989)
- Trametes polyzona (Pers.) Justo (2011)
- Trametes pribramensis Pilát (1927)
- Trametes primulina Corner (1989)
- Trametes propinqua (Speg.) Rick (1960)
- Trametes psila (Lloyd) Ryvarden (2015)
- Trametes pubescens (Schumach.) Pilát (1939) – Európa; Afrika; Ausztrália, Észak-Amerika
- Trametes pusilla Lloyd (1918)

## Q
- Trametes quarrei (Beeli) Zmitr., Wasser & Ezhov (2012)[14]
- Trametes quercina Lloyd (1922)

## R
- Trametes raduloides (Pilát) Pilát (1940)
- Trametes repanda (Pers.) Justo (2014)
- Trametes rigidiceps Corner (1989)
- Trametes robiniophila Murrill (1907)
- Trametes roseola Pat. & Har. (1900) – Sabah; Sierra Leone
- Trametes roseopora Lloyd (1922)
- Trametes rugosituba Corner (1989)
- Trametes rugosopicta Lloyd (1920)

## S

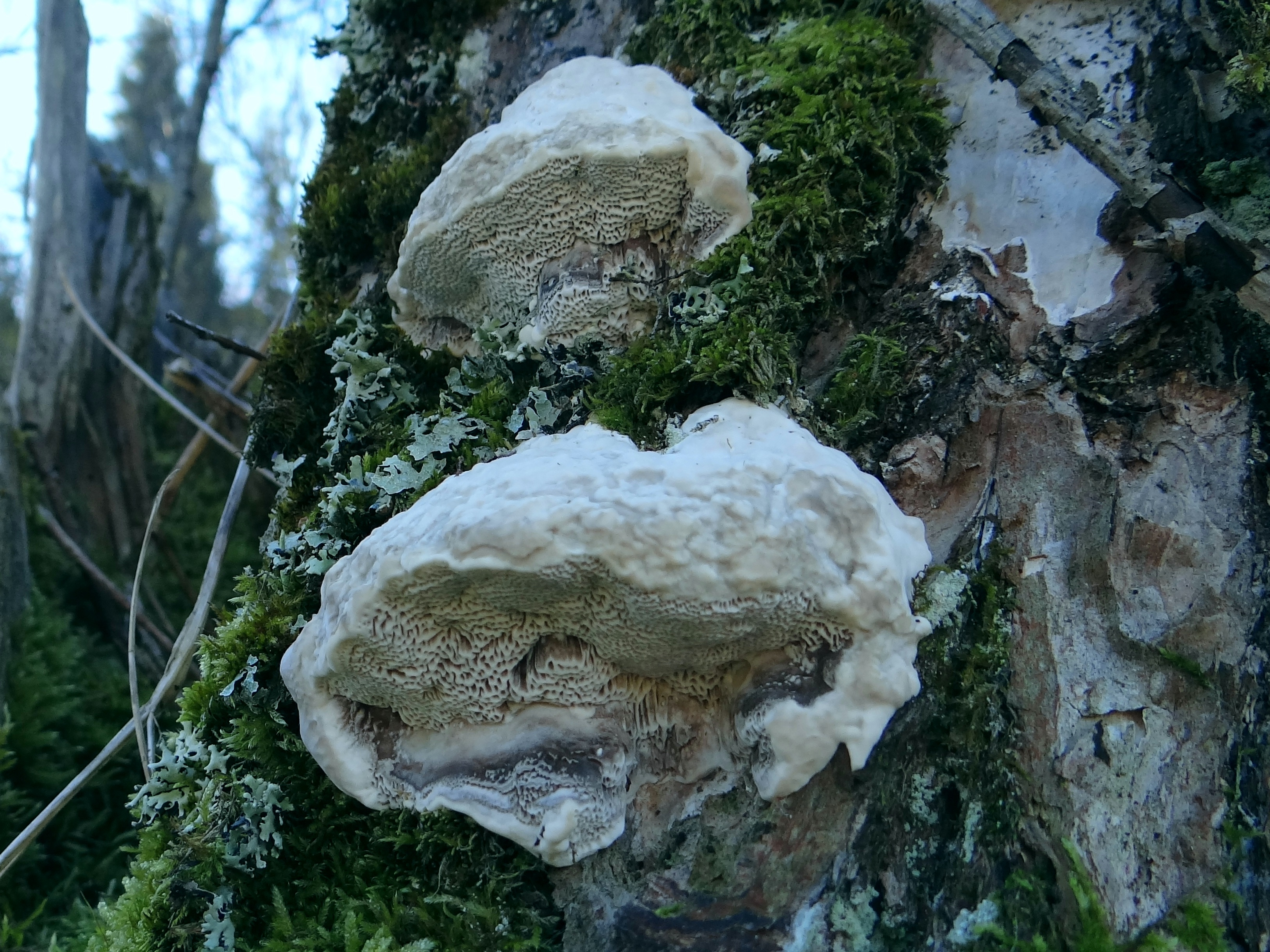
Ánizstapló

- Trametes salebrosa Van der Byl (1924)[15] – Dél-Afrika
- Trametes salina Corner (1989)
- Trametes salmonea Imazeki (1952)
- Trametes sediliensis Corner (1989)
- Trametes similis Bres. (1912)
- Trametes socotrana  Cooke (1882) – Kamerun; Mozambik
- Trametes speciosa (Fr.) Zmitr., Wasser & Ezhov (2012)
- Trametes stowardii Lloyd (1917)
- Trametes strumosa (Fr.) Zmitr., Wasser & Ezhov (2012)
- Trametes stuckertiana (Speg.) Speg. (1909)
- Trametes styracicola Henn. (1902)
- Trametes suaveolens  (L.) Fr. (1838) – Európa
- Trametes subalutacea Bourdot & Galzin (1925)[16] – Európa
- Trametes subectypa (Murrill) Gilb. & Ryvarden (1987)
- Trametes subincana Corner (1989)
- Trametes sublutea Corner (1989)
- Trametes subminima Lloyd (1920)
- Trametes subocellata Lloyd (1924)
- Trametes subserpens Murrill (1920)
- Trametes substrata Corner (1989)
- Trametes subsuaveolens B.K.Cui & Y.C.Dai (2007)[17] – Kína
- Trametes sultan-ahmadii Corner (1989)
- Trametes supermodesta Ryvarden & Iturr. (2003)[13] – Roraima
- Trametes symploci Yasuda (1923)

## T
- Trametes tenacipora Corner (1989)
- Trametes tenuirosea Lloyd (1923)

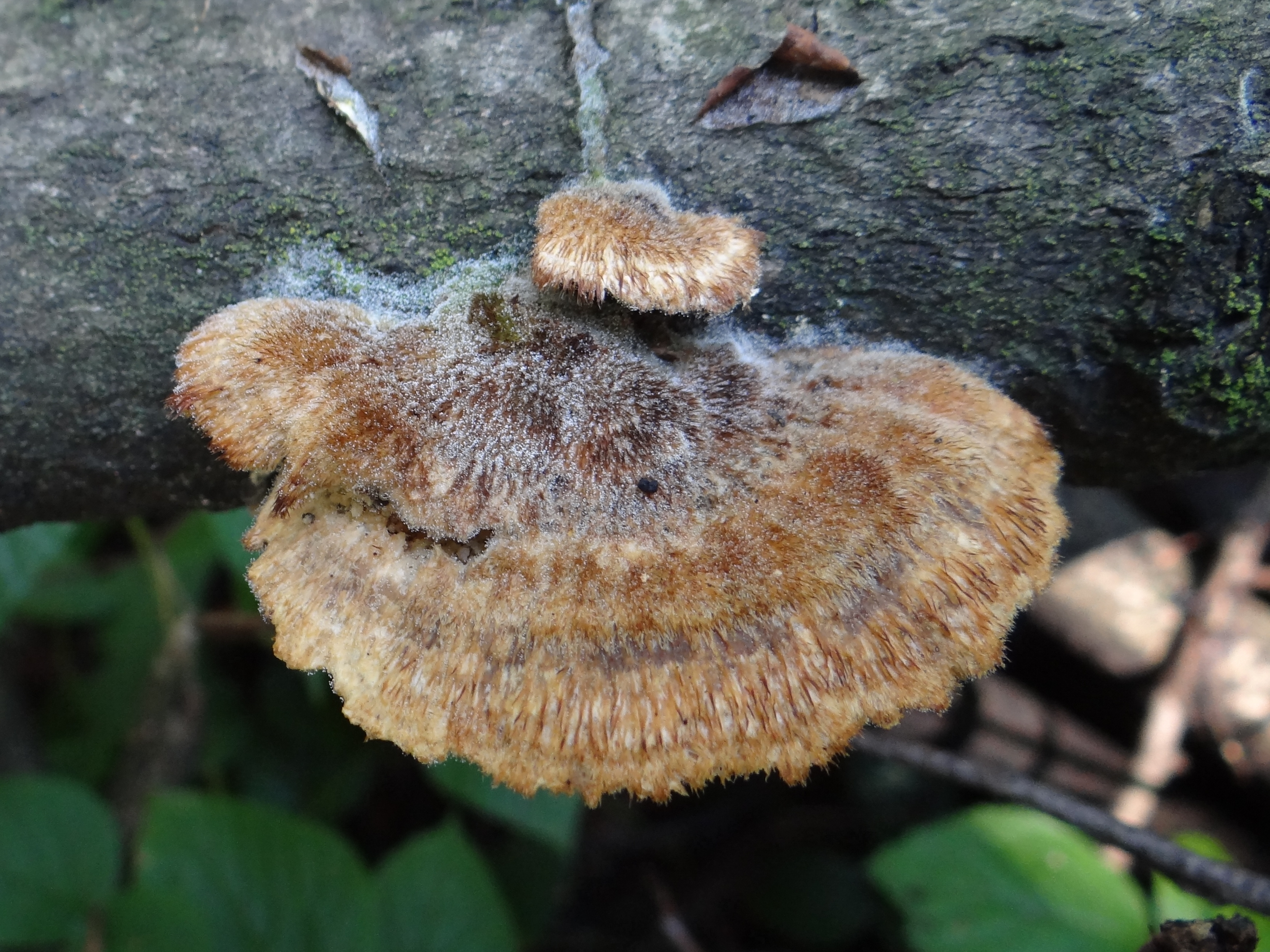
Trametes trogii

- Trametes tenuis (Berk.) Justo (2014)
- Trametes tephroleuca Berk. (1854)
- Trametes textulaminata Corner (1989)
- Trametes theae Zimm. (1901)
- Trametes trogii Berk. (1850) – Európa
- Trametes truncatispora Yasuda (1919)
- Trametes tuberculata Bres. (1912)
- Trametes turpis Corner (1989)
- Trametes tyromycoides Ryvarden (2000)[18]

## U
- Trametes unguliformis (Murrill) Ryvarden (1985)

## V

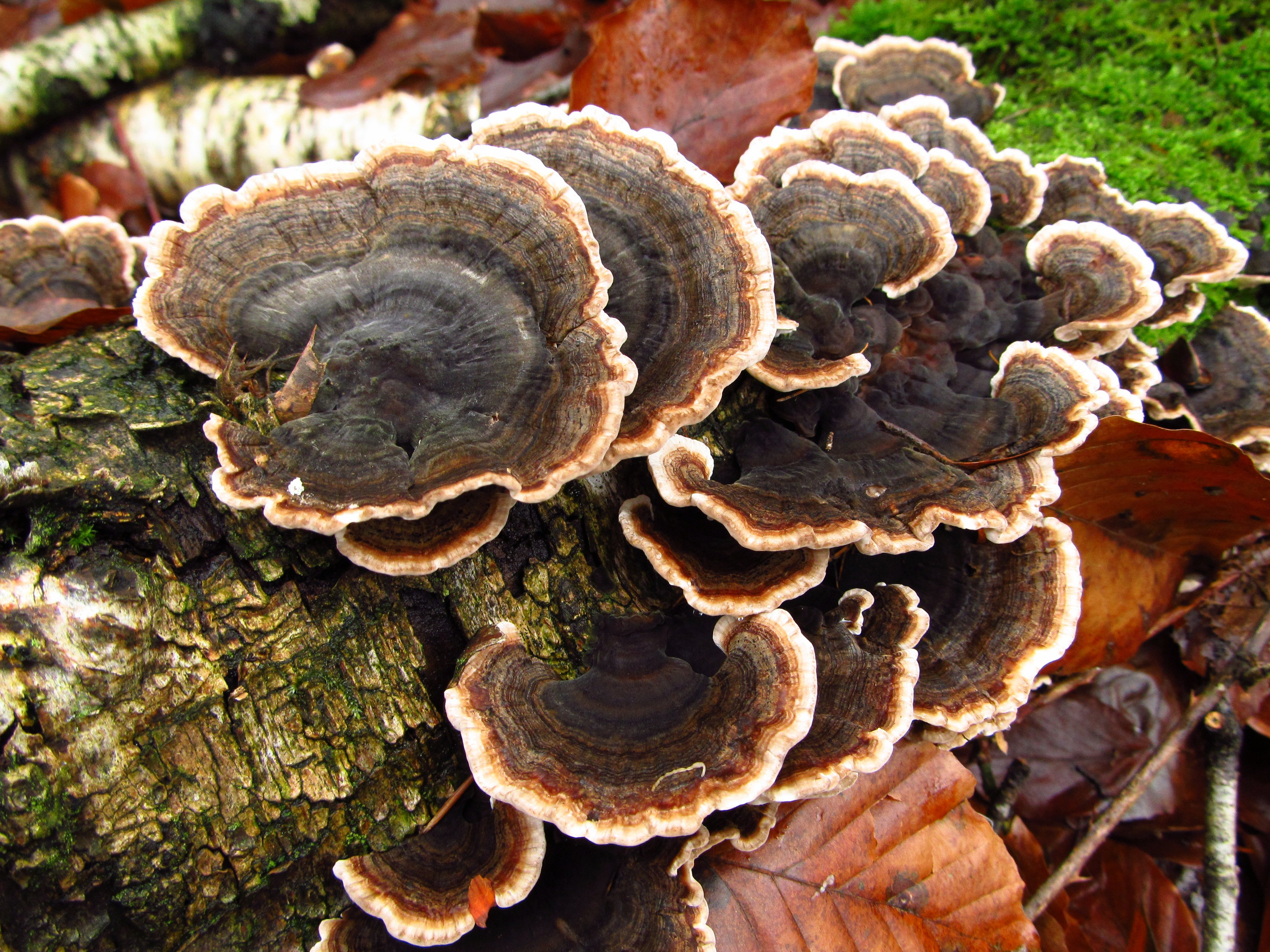
Lepketapló

- Trametes varians Van der Byl (1922)[19]
- Trametes variegata (Berk.) Zmitr., Wasser & Ezhov (2012)
- Trametes vernicipes (Berk.) Zmitr., Wasser & Ezhov (2012)
- Trametes versicolor (L.) Lloyd (1921)
- Trametes verticalis Corner (1989)
- Trametes vespacea (Pers.) Zmitr., Wasser & Ezhov (2012)
- Trametes villosa (Sw.) Kreisel (1971) – Kajmán-sz.; Kolumbia; Kuba; Dominikai Közt.; Guatemala; Jamaica; Mauritius; Puerto Rico; Rio de Janeiro; St.Lucia; Trinidad-Tobago
- Trametes violacea Lloyd (1915)
- Trametes vitrea Lloyd (1919)

## W
- Trametes williamsii Murrill (1907)

## X
- Trametes xanthopodoides Corner (1989)

## Fordítás
- Ez a szócikk részben vagy egészben  a   Trametes című angol Wikipédia-szócikk ezen változatának fordításán alapul.  Az eredeti cikk szerkesztőit annak laptörténete sorolja fel. Ez a jelzés csupán a megfogalmazás eredetét és a szerzői jogokat jelzi, nem szolgál a cikkben szereplő információk forrásmegjelöléseként.
- Ez a szócikk részben vagy egészben  a   List of Trametes species című angol Wikipédia-szócikk ezen változatának fordításán alapul.  Az eredeti cikk szerkesztőit annak laptörténete sorolja fel. Ez a jelzés csupán a megfogalmazás eredetét és a szerzői jogokat jelzi, nem szolgál a cikkben szereplő információk forrásmegjelöléseként.